# Figawa
Die figawa – Bundesvereinigung der Firmen im Gas- und Wasserfach e. V. – Technisch-wissenschaftliche Vereinigung ist ein eingetragener Verein mit Sitz in Köln.
Dieser wurde am 10. Dezember 1926 als Vereinigung der Fabrikanten des Gas- und Wasserfachs „FAGAWA“ in Weimar gegründet.
Sie unterteilt sich in die Fachbereiche Wasser, Gas und Rohrleitungen.

## Ziele und Aufgaben
Ziele und Aufgaben sind:
- Mitarbeit bei der Aufstellung einschlägiger Normen und Regelwerke
- Mitwirkung an der Unternehmens- und Produktzertifizierung durch den DVGW
- Organisation beruflicher Fort- und Weiterbildung
- Bereitstellung einer Diskussionsplattform zur Klärung technisch-wissenschaftlicher Sachverhalte
- Beschaffung und Aufbereitung von Informationen aus Wissenschaft, Technik und Praxis
- Mitwirkung bei der technischen Verbesserung der erforderlichen Einrichtungen und Betriebsmittel für die Erzeugung und Gewinnung, die Aufbereitung, den Transport, die Verteilung und Verwendung von Gas- und Wasser
- Anregung und Förderung von technischen und technisch-wissenschaftlichen Arbeiten im Gas- und Wasserfach
- Förderung einer zukunftssicheren, preiswerten und umweltfreundlichen Energieversorgung mit Erdgas[2]

## Verbandsgeschichte
- 1926 Gründung der Vereinigung der Fabrikanten des Gas- und Wasserfachs „FAGAWA“ in Weimar (Verbandssitz: Dessau). Zielsetzung: Mitgestaltung einer zukunftssicheren Gas- und Wasserversorgung und Ordnung der neuen Aufgaben im Gas- und Wasserfach. Harter Konkurrenzkampf mit der Braunkohle und Elektrizität.
- 1936 Verlegung des Sitzes der Vereinigung von Dessau nach Berlin.
- 1939 Während des Zweiten Weltkriegs werden die Unternehmen der FAGAWA kriegswirtschaftlichen Zielen zugeordnet; die meisten der 156 Mitglieder mussten fachfremde Aufgaben in der Rüstungsindustrie übernehmen.
- 1946 Die britische Militärregierung initiierte die Bildung von fünf Industrieausschüssen: Gaserzeugung, Gasspeicherung, Gasverteilung, Gasmessung, Gasverwendung und Wasserversorgung
- 1947 Gründung der Technischen Vereinigung der Firmen im Gas- und Wasserfach e. V. „FIGAWA“ in Bochum (Sitz: Dortmund). Präsident Göbel, Bochum (bis 1951)
- 1950 Entwicklung eines Anerkennungsverfahrens für Rohrleitungsbaufachunternehmen auf Initiative einiger Unternehmen mit Vertretern des DVGW
- 1950 Gründung des Rohrleitungsbauverbandes (RBV), korporative Mitgliedschaft in der figawa
- 1951 Präsident: Hans Vaillant, Remscheid (bis 1974)
- 1961 Eintragung der Satzung in das Vereinsregister beim Amtsgerichts Dortmund
- 1969 Erwerb des Verbandshauses in Köln-Marienburg: FIGAWA Wasser und der RBV beziehen das Haus
- 1974 Präsident: Friedrich Carl von Hof, Bremen (bis 1995)
- 1975 Zusammenlegung der Geschäftsführung FIGAWA Gas und FIGAWA Wasser; Eintragung des gemeinsamen Sitzes in Köln
- 1977 Neugliederung der Fachgruppen; den Gesamtvorstand bilden – neben den Präsidium – die Vorsitzenden der nunmehr elf Fachgruppen sowie weitere sieben Fachleute des Gas- und Wasserfachs
- 1978 Mitträgerschaft der IFW Berlin
- 1979 Namensänderung in „Bundesvereinigung der Firmen im Gas- und Wasserfach e. V.“
- 1981 Aufnahme regelmäßiger Veranstaltungen des Berufsförderungswerks des Rohrleitungsbauverbandes
- 1995 Präsident: Karl-Ernst Vaillant, Remscheid (bis 1999)
- 1999 Präsident: Thomas Wagner, Stuttgart (bis 2005)
- 2005 Präsident: Bernd H. Schwank, Köln (bis 2015)
- 2007 Neuer Hauptgeschäftsführer/Geschäftsführung
  - Lutz Wittmann (Hauptgeschäftsführer)
  - Norbert Burger (Geschäftsführer FB Gas)
  - Karl Morschhäuser (Geschäftsführer FB Wasser, Rohrleitungen)[3]
- 2011 Neuer Hauptgeschäftsführer: Gotthard Graß (Hauptgeschäftsführer)[4]
- 2014 Neuer Geschäftsführer: Volker Meyer (Fachbereich Wasser/Rohrleitungen)[5]
- 2015 Präsident: Günter Stoll (amtierend)[6]
- 2018 Neuer Hauptgeschäftsführer: Volker Meyer (Hauptgeschäftsführer)[7]

## Sonstiges
Der Verband war ideeller Träger der Fachmesse Wasser Berlin International. Die Wasser Berlin International wurde 2019 abgesagt. Seit 2018 ist die figawa Partner der IFAT – Weltleitmesse für Wasser-, Abwasser-, Abfall- und Rohstoffwirtschaft.